# Variety (tijdschrift)
Variety is een Amerikaans amusementstijdschrift dat in 1905 werd opgericht door Sime Silverman. Het tijdschrift bevat onder andere recensies van films, theatervoorstellingen, televisieseries en muziekalbums, en interviews met acteurs, regisseurs, artiesten en anderen uit de amusementsindustrie. Variety geldt als een van de prominentste amusementstijdschriften van de Verenigde Staten.
Het tijdschrift kent meerdere varianten, die wekelijks of dagelijks verschijnen. Naast Variety, dat gedrukt wordt in New York, zijn de twee bekendste varianten Daily Variety uit Los Angeles (sinds 1933) en Daily Variety Gotham uit New York (sinds 1998).
Variety is eigendom van Reed Business Information. Het tijdschrift telde in 2010 een oplage van rond de 27.000 exemplaren voor de dagelijkse edities en 25.000 voor de wekelijkse.

## Geschiedenis
Variety verscheen voor het eerst in 1905 als wekelijks tijdschrift. Het was gericht op de vaudevilleproducties in New York. Op 19 januari 1907 publiceerde het blad de eerste officieel erkende filmrecensie.
In 1933 kwam in Los Angeles een tweede versie, Daily Variety, gericht op de groeiende filmindustrie.
Silverman was hoofdredacteur van Variety. In 1931 koos hij Abel Green als zijn opvolger. Zijn zoon, Sidne Silverman (1901-1950), volgde hem op als uitgever. Sidne's enige zoon, Syd Silverman, erfde na Sidne's overlijden het toenmalige Variety Inc. Omdat Syd nog minderjarig was toen zijn ouders overleden, hield zijn wettelijk vertegenwoordiger Harold Erichs tot 1956 toezicht op Variety Inc. Daarna nam Syd het stokje van hem over.
In 1987 werd Variety verkocht aan Cahners Publishing, dat later deel ging uitmaken van Reed Elsevier.
Peter Bart, die voorheen had samengewerkt met Paramount Pictures en The New York Times, was twintig jaar lang hoofdredacteur van het blad. In 2022 werd de taak waargenomen door Cynthia Littleton en Ramin Setoodeh.

## Edities
- Variety (1905), een glossy tabloid-tijdschrift over films, theatervoorstellingen, televisie, muziek en technologie. Het wordt wereldwijd gepubliceerd.
- Daily Variety (1933), de editie uitgebracht in Los Angeles.
- Daily Variety Gotham (1998), een editie gericht op de Amerikaanse amusementsindustrie aan de oostkust.
- Variety.com (1998), de internetversie van Variety. Een van de eerste online-tijdschriften waarvoor betaald moest worden.[3]